# Philosepedon humeralis
Philosepedon humeralis is een muggensoort uit de familie van de motmuggen (Psychodidae). De wetenschappelijke naam van de soort is voor het eerst geldig gepubliceerd in 1818 door Meigen. Bij deze soort is de kwast bij de vleugelvork opvallend goudkleurig.